# Francisco Higuera
Francisco Higuera Fernández (Escurial, Cáceres, 30 de enero de 1965), apodado Paquete, es un exfutbolista  y entrenador español.

## Trayectoria
Formado en el RCD Mallorca, la mayor parte de su carrera la desarrolló en el Real Zaragoza, con el que ganó una Copa del Rey frente al Celta de Vigo en 1994, anotando el gol decisivo en la tanda de penaltis, y una Recopa de Europa frente al Arsenal FC en 1995. Fue internacional absoluto con la selección española dirigida por  Javier Clemente, logrando dos goles.
También participó en la Primera División Mexicana con el Puebla Fútbol Club. Tras su paso por México se incorporó al Xerez CD, en Segunda División B. Tras su retirada, en verano de 2000, se convirtió en el director deportivo del equipo jerezano. 
En 2009, se incorpora al Lorca Deportiva como director deportivo, pero al no conseguir el objetivo propuesto por la directiva no continúa. Ese mismo año, es contratado por el Orihuela CF como director deportivo para la temporada 2009-2010.
A finales de 2013 comienza a entrenar al Xerez CD, pero no logra buenos resultados y el equipo desciende a Primera andaluza.
A finales de 2018 ha retomado su vuelta al mundo deportivo en el club Can Frases en Mallorca, donde sigue deleitando al numeroso público que llena el estadio para verle, demostrando que sigue teniendo la magia que le encumbró al Olimpo del fútbol.

## Clubes

### Como jugador
| Club          | País   | Año       | Partidos | Goles |
| ------------- | ------ | --------- | -------- | ----- |
| RCD Mallorca  | España | 1983-1988 | 185      | 29    |
| Real Zaragoza | España | 1988-1997 | 323      | 71    |
| Puebla FC     | México | 1997-1998 | 36       | 10    |
| Xerez CD      | España | 1998-2000 | 6        | 1     |

### Como entrenador
| Club     | País   | Año       |
| -------- | ------ | --------- |
| Xerez CD | España | 2013-2014 |

## Palmarés como jugador
- 1 Copa del Rey 1993-94
- 1 Recopa de Europa 1994-95